# 高山姬鼠
高山姬鼠（学名：Apodemus chevrieri）为鼠科姬鼠属的动物，是中国的特有物种。在中国大陆，分布于陕西南部、云南、甘肃南部、湖北西部、四川等地，常见于亚热带丛林。该物种的模式产地在四川宝兴。